# Seychellennektarvogel
Der Seychellennektarvogel (Cinnyris  dussumieri) ist ein kleiner Singvogel aus der Familie der Nektarvögel. Benannt wurde er nach dem französischen Reisenden Jean-Jacques Dussumier. Er ist heimisch auf den Seychellen, wo er in der kreolischen Sprache als kolibri bezeichnet wird.

## Beschreibung
Seine Länge beträgt elf bis zwölf Zentimeter. Das Gefieder ist unscheinbar grau. Das Männchen hat einen irisierenden violett-grünen Flecken an der Kehle und gelbe Federbüschel unter den Flügeln. Der lange dünne Schnabel ist nach unten gebogen. Die Beine sind schwarz. Der Gesang der Männchen ist überraschend hoch, laut und schrill.

## Vorkommen
Er bewohnt fast alle Gebirgsinseln der inneren Seychellen. Er gehört zu den endemischen Vogelarten der Seychellen, die sich am besten an die veränderten Lebensraumbedingungen anpassen konnten. Sein Lebensraum umfasst Wälder, Gärten, Buschland und Mangroven von Meereshöhe bis in Höhenlagen von 900 m.

## Ernährung
Bei der Suche nach Nahrung ist er sehr aktiv, besucht Hibiskus und andere Blüten und ernährt sich von deren Nektar. Außerdem stehen Insekten und Spinnen auf seinem Speiseplan.

## Fortpflanzung
Er brütet das ganze Jahr über, der Höhepunkt ist meist aber im September und Oktober. In einem vor Katzen und Ratten gut geschützten birnenförmigen Nest, das gewöhnlich am Ende eines Zweiges hängt, wird ein einzelnes Ei gelegt. Das Nest wird aus Gras und Moos errichtet und mit Spinnenweben zusammengebunden.